# یواس‌اس ویدن (دی‌یی-۷۹۷)
یواس‌اس ویدن (دی‌یی-۷۹۷) (به انگلیسی: USS Weeden (DE-797)) یک کشتی بود که طول آن ۳۰۶ فوت (۹۳ متر) بود. این کشتی در سال ۱۹۴۳ ساخته شد.